# Чернов, Владимир Николаевич (государственный деятель)
Владимир Николаевич Чернов (р. 10 октября 1973 года, г. Анжеро-Судженск Кемеровской области, РСФСР, СССР) — российский государственный деятель. Глава города Междуреченска с 4 декабря 2018 года по 10 марта 2023 года.

## Биография
Родился 10 октября 1973 года в городе Анжеро-Судженске Кемеровской области.
В 1995 году окончил Томский политехнический университет по специальности «Электроснабжение». После окончания университета начал работать электрослесарем в цехе ОАО «Анжерский машиностроительный завод».
В 1998 года работал начальником цеха, а затем начальником управления по маркетингу и сбыту ОАО «Анжерский автосборочный завод».
С 1999 по 2008 год — начальник управления промышленности; заместитель главы города по вопросам промышленности, торговли и связи; первый заместитель главы города Анжеро-Судженска.
В 1998 году прошел профессиональную переподготовку по программе «Менеджмент». В 2000 году окончил Программу подготовки управленческих кадров для организаций народного хозяйства Российской Федерации.
С 2008 по 2011 год — генеральный директор ООО Нефтеперерабатывающий завод «Северный Кузбасс».
С 2011 по 2016 год — первый заместитель главы города, глава Анжеро-Судженского городского округа. В сентябре 2016 года назначен заместителем Губернатора Кемеровской области (по инвестициям и инновациям). В ноябре 2016 года — исполняющий обязанности первого заместителя Губернатора Кемеровской области, с декабря 2016 по октябрь 2018 — первый заместитель Губернатора Кемеровской области.
Исполнял обязанности Губернатора Кемеровской области во время десятидневного отпуска А.Г. Тулеева.
20 октября 2018 года был назначен исполняющим обязанности главы Междуреченского городского округа — первого заместителя главы Междуреченского городского округа. 4 декабря 2018 года вступил в должность главы Междуреченского городского округа сроком на 5 лет. 10 марта 2023 года ушел в отставку по собственному желанию.

## Личная жизнь
Женат, имеет двоих сыновей.

## Достижения
- медаль «За особый вклад в развитие Кузбасса» I,  II, III степени
- орден «За обустройство Земли Кузнецкой»
- юбилейная медаль «70 лет Кемеровской области»
- золотой знак «Кузбасс»
- орден Почета Кузбасса
- знак «Почетный разведчик недр»